# Burger King
Burger King Corporation, también conocida como BK, es una cadena de restaurantes de comida rápida estadounidense especializada en la elaboración de hamburguesas con sede central en Miami, Florida, y subsidiaria de Restaurant Brands International, un holding canadiense con sede en Toronto al que también pertenece Popeyes.

## Historia

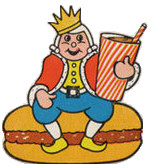
Tercer isotipo usado de 1955 hasta 1968.

### Antecedentes
El predecesor de Burger King fue fundado en 1953 en Jacksonville, Florida, como "Insta-Burger King". Después de visitar a los hermanos McDonald's en la ubicación de la tienda original en San Bernardino, California, los fundadores y propietarios (Keith J. Kramer, y el tío de su esposa, Mateo Burns), que habían adquirido los derechos para dos piezas de equipo denominadas máquinas Insta, abrieron su primer restaurante. Su modelo de producción se basaba en una de las máquinas que habían adquirido, un horno llamado Insta-asador. Este horno resultó tan exitoso, que pronto todas sus franquicias solicitaron uno. Después que la compañía quebrara en 1959, fue comprada por sus franquiciados en Miami (Florida), pero también por James McLamore y David R. Edgerton. Estos iniciaron una reestructuración de las empresas de la cadena, como cambiar el nombre a Burger King. Dirigieron la empresa como una entidad independiente durante ocho años, antes de venderlo a la compañía Pillsbury en 1967.

### Burger King
Fue fundada el 4 de diciembre de 1954 en Miami, cuando dos jóvenes emprendedores llamados James McLamore y David R. Edgerton inauguraron este restaurante basado en un concepto diferente al que existía y que se ha mantenido hasta hoy: «The Home of The Whopper».
En 1955, "el producto rey" fue incorporado como la imagen de la marca y ha perdurado como referencia: la Whopper, el producto principal de Burger King. En 1958 se lanzó el primer anuncio de televisión en Miami, lo que dio pie a una campaña televisiva de más de 50 años. En 1959 la marca comenzó su expansión por medio de franquicias, extendiendo sus operaciones por todo Estados Unidos y después a nivel mundial. Así, en el año 1963, abrió el primer restaurante fuera de los Estados Unidos, en Puerto Rico. En 1974 se inició la campaña de mercadeo «HAVE IT YOUR WAY» (Como tú quieras) permitiendo que los clientes personalizaran los ingredientes de sus hamburguesas. En 1975 se inició un nuevo servicio que permitía a los clientes recibir sus productos sin bajar de su automóvil. Ese mismo año la franquicia abrió su primer local en Europa: en Madrid, en donde la imagen de la inauguración fue la cantante internacional extremeña Rosa Morena. Debido a la demanda de clientes durante las primeras horas del día, en 1979, se incorporó el menú de desayunos.

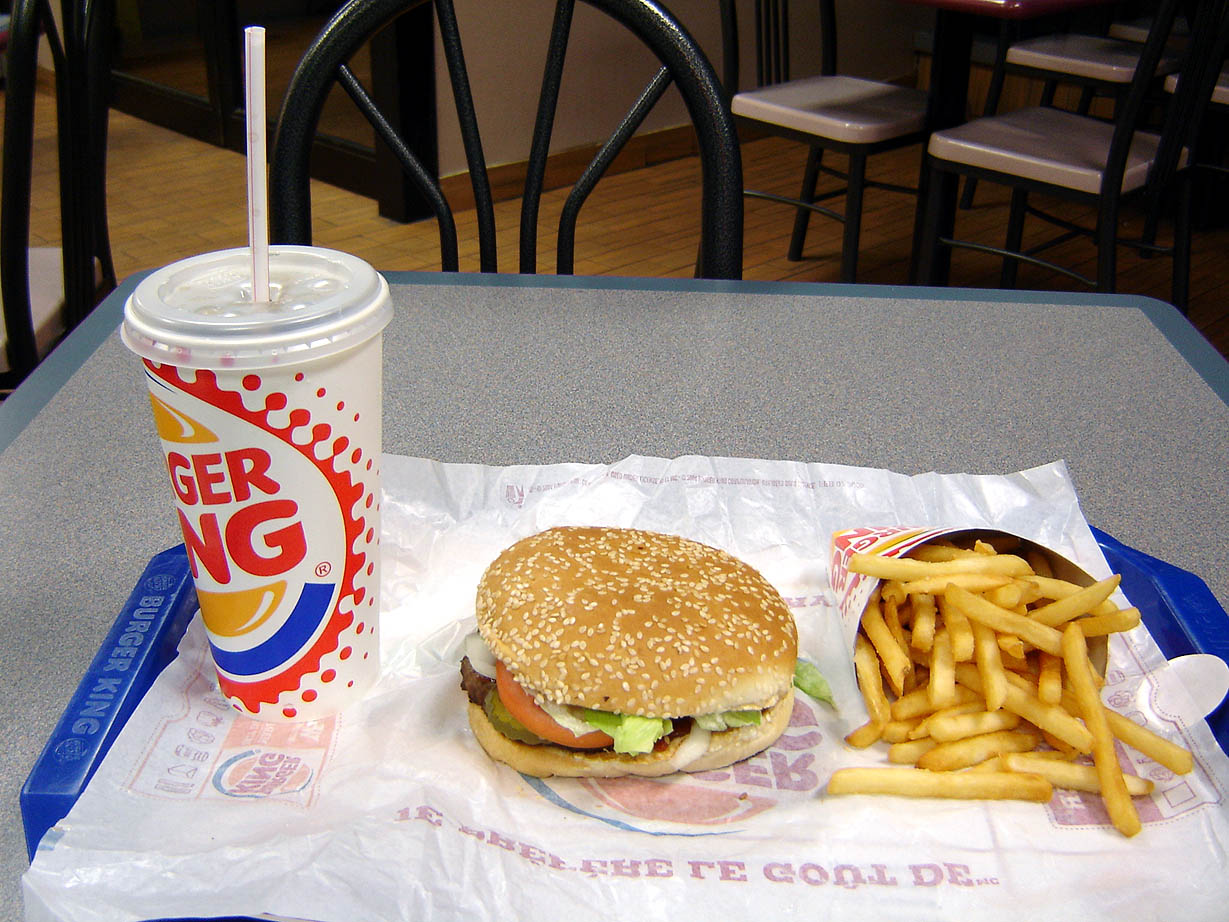
Combo Burger King de la Whopper original.

En 1989, la compañía Grand Metropolitan PLC adquirió los derechos de Burger King, comprando las acciones de Pillsbury, quien había adquirido los derechos previamente en 1967. En 1997, Grand Metropolitan PLC se fusionó con Guinness convirtiéndose en Diageo PLC, líder mundial en alimentos y dueños de los derechos de Burger King Corporation. Una nueva compra se gestó para el año 2002, Texas Pacific Group, Bain Capital Partners y Goldman Sachs Capital, compraron a Diageo PLC los derechos de marca, regresando la propiedad a Estados Unidos. En 2004, 'el rey' resucitó como principal vehículo de marketing, ya que en 1998 durante la actualización del logotipo y los restaurantes, se había dejado de lado esta imagen legendaria. Para el 50.º aniversario de la Whopper, en 2007, se diseñó una campaña en la que se simulaba su desaparición del menú.
En 2010, la firma 3G Capital con sede en Río de Janeiro, compró los derechos de la marca. El mismo año Burger King causó gran polémica por humillar al futbolista francés André-Pierre Gignac y su exceso de peso en su publicidad, donde decía «Un Whopper pour Gignac».
Ha sido patrocinador oficial del Getafe C.F., equipo de la Primera División (La Liga Santander) de fútbol de España, como a su vez del Mérida FC, del Ascenso MX de México, del US Palermo de Italia y del Perth Glory de Australia. 
Con motivo del Día Internacional de la Paz Burger King propuso dejar de lado, al menos por un día, su rivalidad con McDonald's. La fórmula ideada consistía en crear una hamburguesa mezcla de sus las dos hamburguesas insignia —el Big Mac y el Whopper— y venderla en un restaurante que abriría un solo día en Atlanta, ciudad a mitad de camino de las sedes de ambas compañías. Los beneficios irían a parar a Peace One Day, una organización sin ánimo de lucro.
En 2020, rediseña su logotipo basándose en los ya utilizados entre 1969 y 1999, apelando a la nostalgia.

## Operaciones internacionales

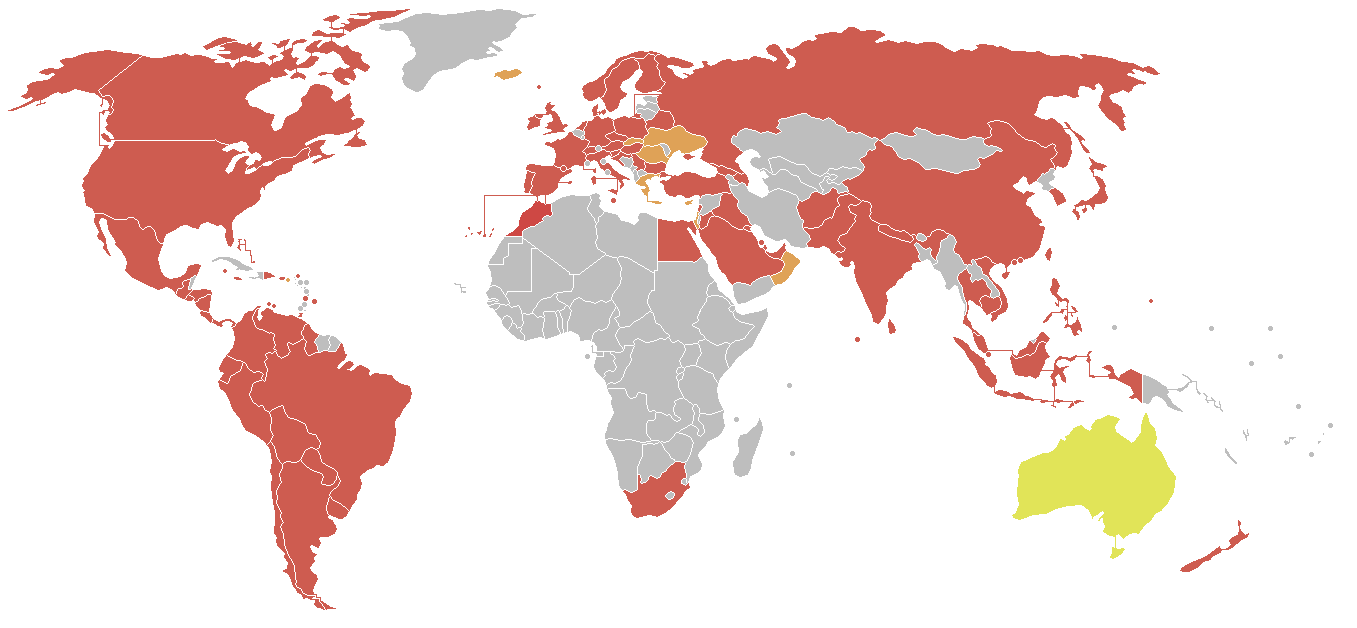
Mapa de la presencia internacional de Burger King, en color burdeos. Los marcados en naranja son antiguos lugares (Nicaragua, Rumanía, Ucrania, Eslovaquia, Grecia, Chipre, Omán, Islandia, Israel) y en amarillo bajo un nombre diferente (Australia).

Burger King en sí comenzó como una franquicia de su empresa progenitora, Insta-Burger King. Fue creciendo en los Estados Unidos utilizando una combinación de ubicaciones corporativas y franquicias, antes de despojarse de sus participaciones sociales en 2013. Comenzó su expansión internacional en 1969 en un lugar en Windsor, Ontario, Canadá, seguido de Australia en 1971, y en Europa en 1975 con un restaurante en Madrid, España. Latinoamérica se convirtió en parte de su mercado a finales de esa misma década, donde se iniciaron en México. A finales de la década de los años 1970 y principios de la década de los años 1980, operaba en Caracas, Venezuela. Asia seguiría en la década de los años 1980, luego norte de África y Oriente Medio poco tiempo después. África Subsahariana y las antiguas naciones de la cortina de hierro vendrían mucho más tarde, a partir de finales de la década de los años 1990 y continuando hasta la década del 2010. También otros países latinos recibieron a la marca como Brasil, Colombia, Ecuador, Bolivia, Perú, Uruguay y Paraguay.
La compañía divide sus operaciones internacionales en tres segmentos: Oriente Medio, Europa y África división (EMEA), Asia y el Pacífico (APAC), y Latinoamérica y el Caribe (ALC). En cada una de estas regiones, Burger King ha establecido varias filiales para desarrollar asociaciones y alianzas estratégicas para expandirse a nuevos territorios.

### Mercados abandonados
En Australia operó desde 1997 hasta 2003, año en que todas las tiendas fueron renombradas como Hungry Jack's, pero aún siguen siendo un representante de la compañía. 
En Costa Rica operó de 1992 hasta 2015, 29 restaurantes estuvieron presentes en el país desde 1992, pero todos ellos fueron cerrados en octubre de 2015, debido a la gran competencia de otras marcas de comida rápida en el país y la pérdida de participación y problemas de licencia de la casa matriz. El 15 de junio de 2016, reinicia sus operaciones en el país, iniciando con el local ubicado en Parque La Paz, continuando con el local de Goicoechea y el de Tibás, en la actualidad ya están operando 32 restaurantes nuevamente en el país. 
Operado en Helsinki, Finlandia sólo por un corto período en la década de los años 1980, Burger King regresó y abrió un nuevo restaurante en Finlandia en 2013. En Francia operó desde la década de los años 1980 hasta 1998, pero retornó tiempo después, abriendo un local en el Aeropuerto de Marsella el 22 de diciembre de 2012. No se sabe exactamente cuándo Burger King dejó de operar en Grecia, lo cierto es que operaba en 2004 y posiblemente hasta 2009, y en diciembre de 2014 anunció su retorno. En Israel estuvo presente desde 1994 hasta mayo de 2010, que fue renombrada como Burgeranch, pero en junio de 2015, la cadena anunció que sería relanzada en dicho país y abrió un restaurante en la plaza Rabin de Tel Aviv. Otros países donde Burger King actualmente no está presente son Islandia, Rumanía, Eslovaquia, Chipre, Ucrania, Nicaragua y las Islas Vírgenes de los Estados Unidos. Desde 2018 y debido a las protestas en Nicaragua de 2018-2019, Burger King terminó operaciones en Nicaragua, sin ningún comunicado oficial.

## Logotipos

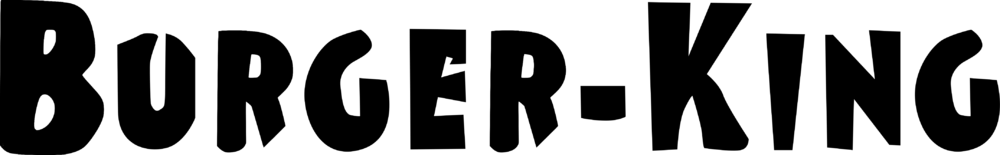
Logotipo usado desde 1954 hasta 1969.
Logotipo usado desde 1969 hasta 1994.
Logotipo usado desde 1994 hasta 1999.
Logotipo usado desde 1999 hasta 2020 (Utilizado en Francia hasta 2024).
Logotipo actual de Burger King desde 2020.

## Productos

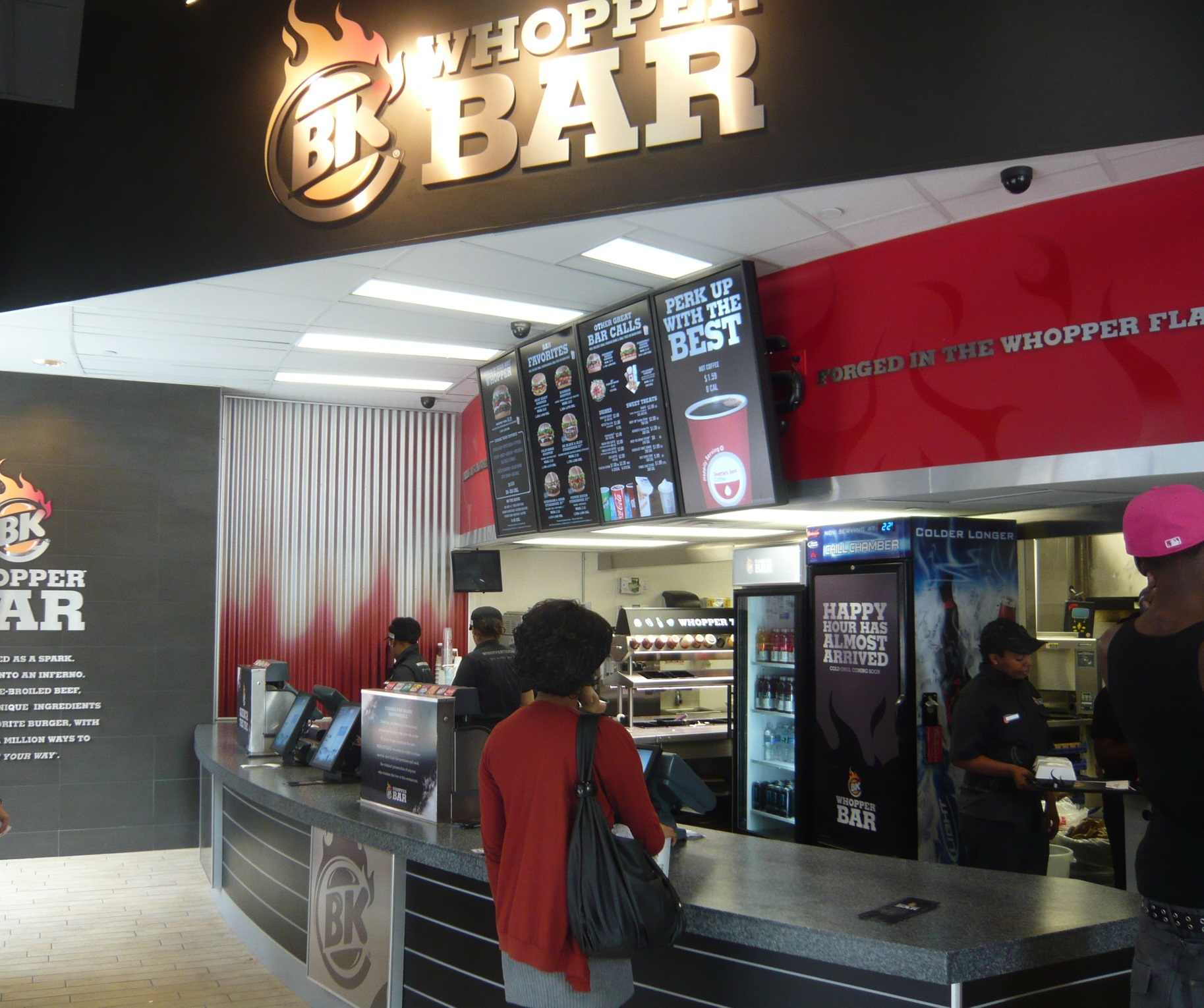
Whopper Bar.

Cuando el predecesor de Burger King abrió por primera vez en Jacksonville en 1953, su menú consistió predominantemente en hamburguesas básicas, patatas fritas, refrescos, batidos y postres.
Desde su creación en 1957, la Whopper se convirtió en sinónimo de la cadena y en el foco de gran parte de su publicidad. La compañía incluso nombró sus nuevos restaurantes de estilo kiosco como «Whopper Bar».
La denominada «Operación Phoenix» de Donald Smith, que se inició en 1978, dio lugar a la adición de una línea de sándwiches especiales, en 1979, que representó una ampliación significativa del menú BK con muchos bocadillos no hamburguesas, incluyendo pollo y ofertas de pescado. Fue uno de los primeros intentos para llegar a un grupo demográfico específico, en este caso los adultos de entre dieciocho y treinta y cuatro años, dispuestos a pagar más por un producto de mayor calidad.
Para generar ventas adicionales, de vez en cuando introduce en su menú ofertas de versiones de sus productos básicos, o nuevos productos de temporada. Productos como el Texas Doble Whopper y varios sándwiches elaborados con champiñones o queso suizo, entre otros, han rotado durante varios años, mientras que productos tales como el sándwich especial de pastel de carne, no lograron generar interés y se suspendieron. Sin embargo y a pesar de la experiencia en Estados Unidos, muchos si ha tenido un éxito en los mercados extranjeros, donde también se ofrecen platos adaptados a los gustos regionales. Adicionalmente, partir de 2011, la compañía comenzó a alejarse del menú orientado a la población masculina, y decide introducir nuevos elementos, y reformulación de productos y embalajes, como parte del plan de reestructuración de 3G capital de la empresa.

## Equipo

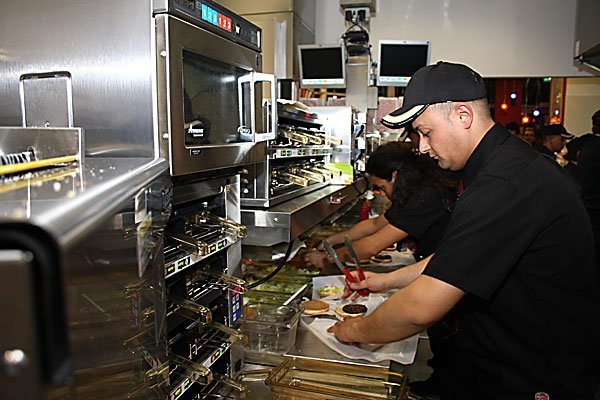
Comida preparada en una cocina de Burger King en Italia.

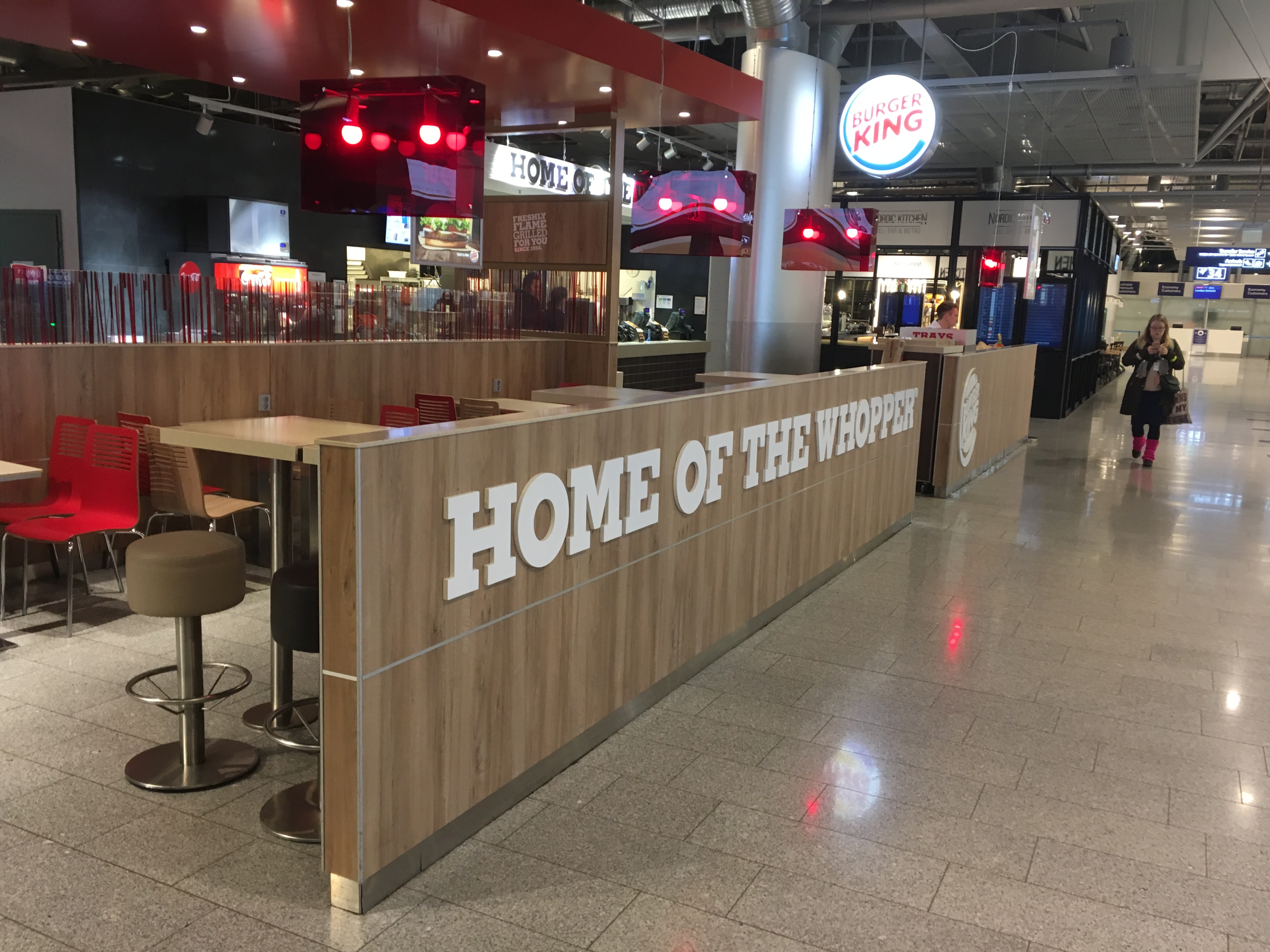
Burger King en el Aeropuerto de Helsinki-Vantaa en Vantaa, Finlandia.

El equipo de la compañía es el encargado de preparar el menú y prepara las hamburguesas, siempre hechas en una parrilla mecánica; la unidad original, llamada Insta-Broiler, fue una de las piezas usada por el equipo de fundadores de Insta-Burger King, comprada antes de abrir su nuevo restaurante. Cuando McLamore y Edgerton se hicieron cargo de la empresa se cambió a una unidad mejorada, que llamaron Flame Broiler, que perduró en la compañía durante los siguientes 40 años. 
Ya a finales del siglo XX, Burger King comenzó el desarrollo de una parrilla de velocidad variable que pudiera manejar varios artículos con diferentes tasas de cocción y tiempos. Estas nuevas unidades comenzaron a utilizarse en modo de pruebas en 1999 y, al final, se convirtieron en los dos modelos de la compañía en los años 2008-2009.
También cuenta con un sistema de monitorización que permite un seguimiento más conciso de la calidad del producto, al tiempo que la compañía y sus franquiciados utilizan un método para racionalizar los costos y proyectar con mayor precisión las ventas y el uso del producto.